# Космос-2386
Космос-2386 је један од преко 2400 совјетских вјештачких сателита лансираних у оквиру програма Космос.
Космос-2386 је лансиран са космодрома Плесецк, Русија, 28. децембра 2001. Ракета-носач Циклон-3 је поставила сателит у орбиту око планете Земље. 